# La Bête qui meurt
La Bête qui meurt (titre original en anglais : The Dying Animal) est un roman de l'auteur américain Philip Roth, paru en 2001. C'est le dernier tome du cycle David Kepesh.
Il raconte l'histoire d'un professeur de littérature, David Kepesh, connu également comme homme de radio et critique littéraire, et qui en dépit de son expérience et de sa maturité scientifique et culturelle, sombre dans une crise profonde à mesure qu'il s'engage dans une liaison avec une jeune étudiante, exilée cubaine.

## Résumé
Kepesh, homme vieillissant habitué à une longue suite de liaisons avec ses étudiantes, noue une relation avec la belle Consuela Castillo. Au premier abord comblé, il ne peut cependant que constater l'état imprévu de dépendance où le plonge la fréquentation du corps de cette jeune femme, regardé par lui comme une authentique œuvre d'art.
Rongé par l'irrésolution, la peur de vieillir, la volupté mêlée à une irrémédiable jalousie, Kepesh en vient à provoquer délibérément et grossièrement une rupture qui le précipite dans le désespoir et la dépression. 
Après plusieurs années, c'est à lui que Consuela, atteinte d'un cancer du sein qui va détruire sa beauté et peut-être sa vie, et à la veille de subir une opération chirurgicale déterminante, vient demander de fixer par d'ultimes photos l'image de ce corps magnifique et condamné. 
Le roman ne traite pas seulement de la passion charnelle, mais aussi de ce sur quoi se basent les relations humaines, de la société et des croyances américaines, en particulier le puritanisme. 

## Éditions
La plupart des éditions utilisent comme couverture une peinture de Amedeo Modigliani, Le Grand nu (1919). Au cours de l'histoire, Consuela envoie à Kepesh une carte postale représentant cette peinture, sorte d'alter ego de l'étudiante.

## Adaptation
- 2008 : Elegy ou  Lovers réalisé par Isabel Coixet, avec Ben Kingsley et Penélope Cruz.